# 亞納馬柴山
10°47′41″S 76°37′31″W / 10.79472°S 76.62528°W
亞納馬柴山（Yana Mach'ay），是秘魯的山峰，位於該國中南部利馬大區，由奧永區和瓦伊利艾區負責管轄，屬於安地斯山脈的一部分，海拔高度5,000米。